# Railway Coastal Museum
Das Railway Coastal Museum (deutsch „Eisenbahn-Küsten-Museum“) ist ein kanadisches Eisenbahnmuseum. Es steht unweit der Atlantikküste in St. John’s, der Hauptstadt der kanadischen Provinz Neufundland und Labrador.
Das Museum befindet sich im inzwischen aufgelassenen Empfangsgebäude eines stillgelegten Bahnhofs, der im damals typischen Stil für kanadische Bahnhöfe aus lokalem Granit erbaut und im Jahr 1903 fertiggestellt wurde. Das heutige Museum nutzt das gesamte Erdgeschoss und den ehemaligen Bahnsteig im hinteren Teil des Gebäudes. Mithilfe eines knapp 30 m langen Dioramas wird den Besuchern dort das Innere eines Reisezugwagens aus den 1940er-Jahren vermittelt.
Schwerpunkt der Ausstellung ist die Geschichte der Eisenbahn in Nordamerika mit einem besonderen Fokus auf Neufundland. Über hundert Jahre lang erschloss die Newfoundland Railway die Insel. Sie existierte von 1881 bis 1988 und betrieb ein Schmalspurnetz mit einer Spurweite von 3½ Fuß, entsprechend 1066,8 mm, und einer Streckenlänge von bis zu 1458 km.
Auch die hier dazugehörige Küstenschifffahrt spielte eine wichtige Rolle. Küstenboote und Eisenbahn gemeinsam halfen über viele Jahrzehnte, die natürliche Isolation der auf der Insel Neufundland lebenden Menschen zu lindern. Dies betraf stets in extremer Weise die weit im Osten nahezu isolierte Halbinsel Avalon. Entsprechend präsentiert das Museum neben dem Ausstellungsteil zur Eisenbahn (Railway) einen weiteren zur Küste (Coastal), der auch den wichtigen Fährdienst zum kanadischen Festland thematisiert.
Das Museum ist im Sommer täglich von 10 bis 17 Uhr geöffnet.

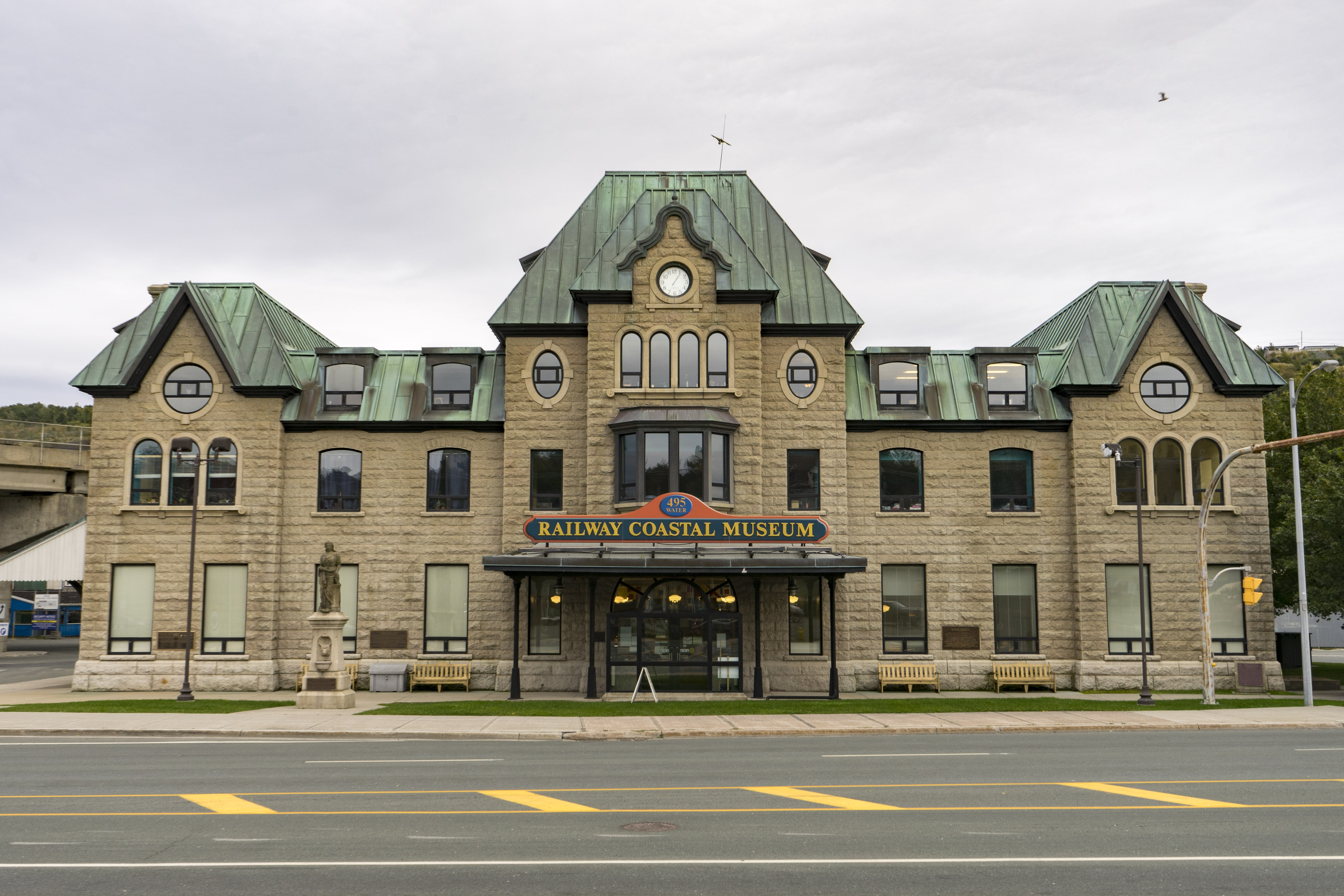
Der ehemalige Bahnhof von St. John’s beherbergt das heutige Museum
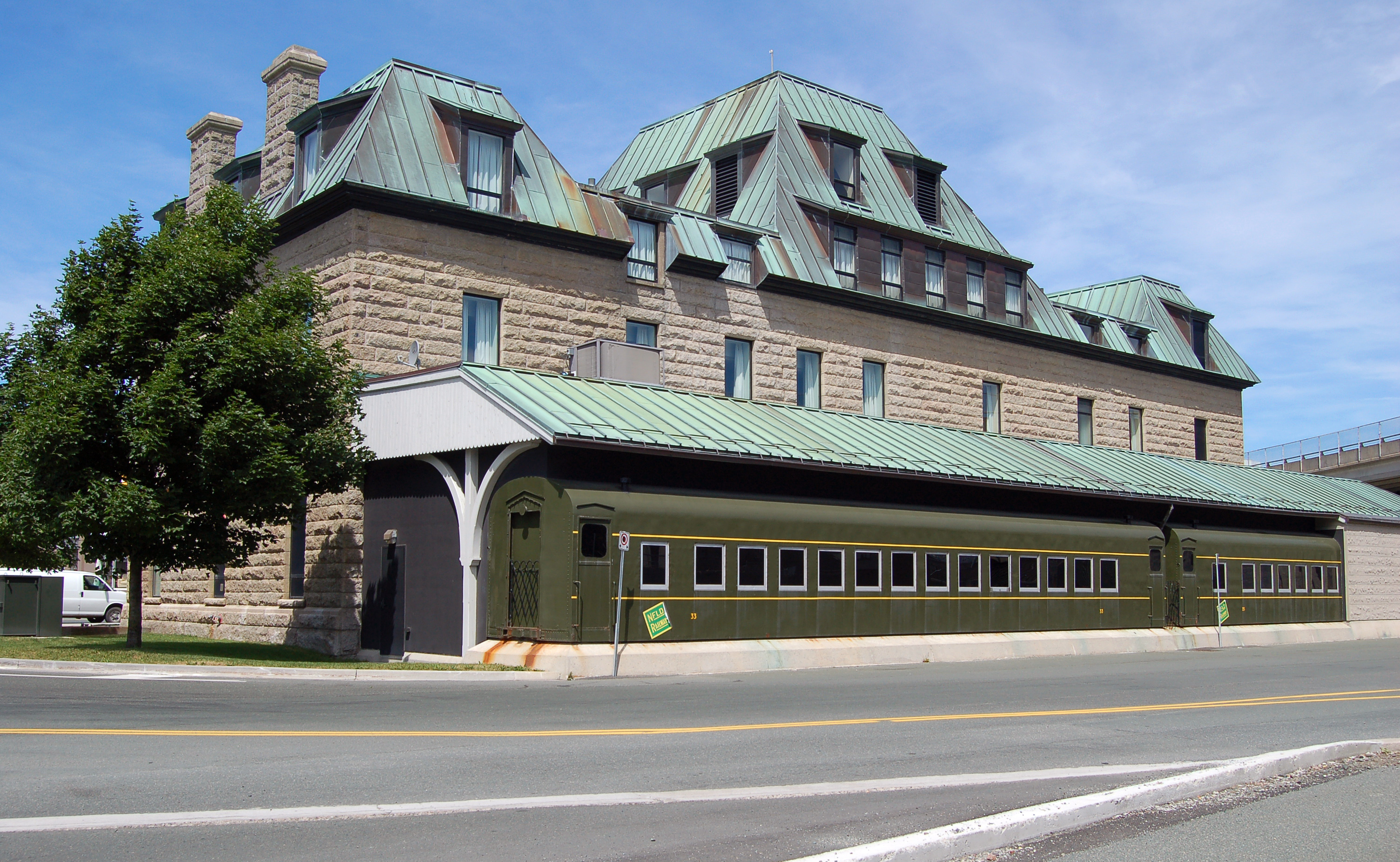
Rückseite des Museums mit Außenansicht des Dioramas
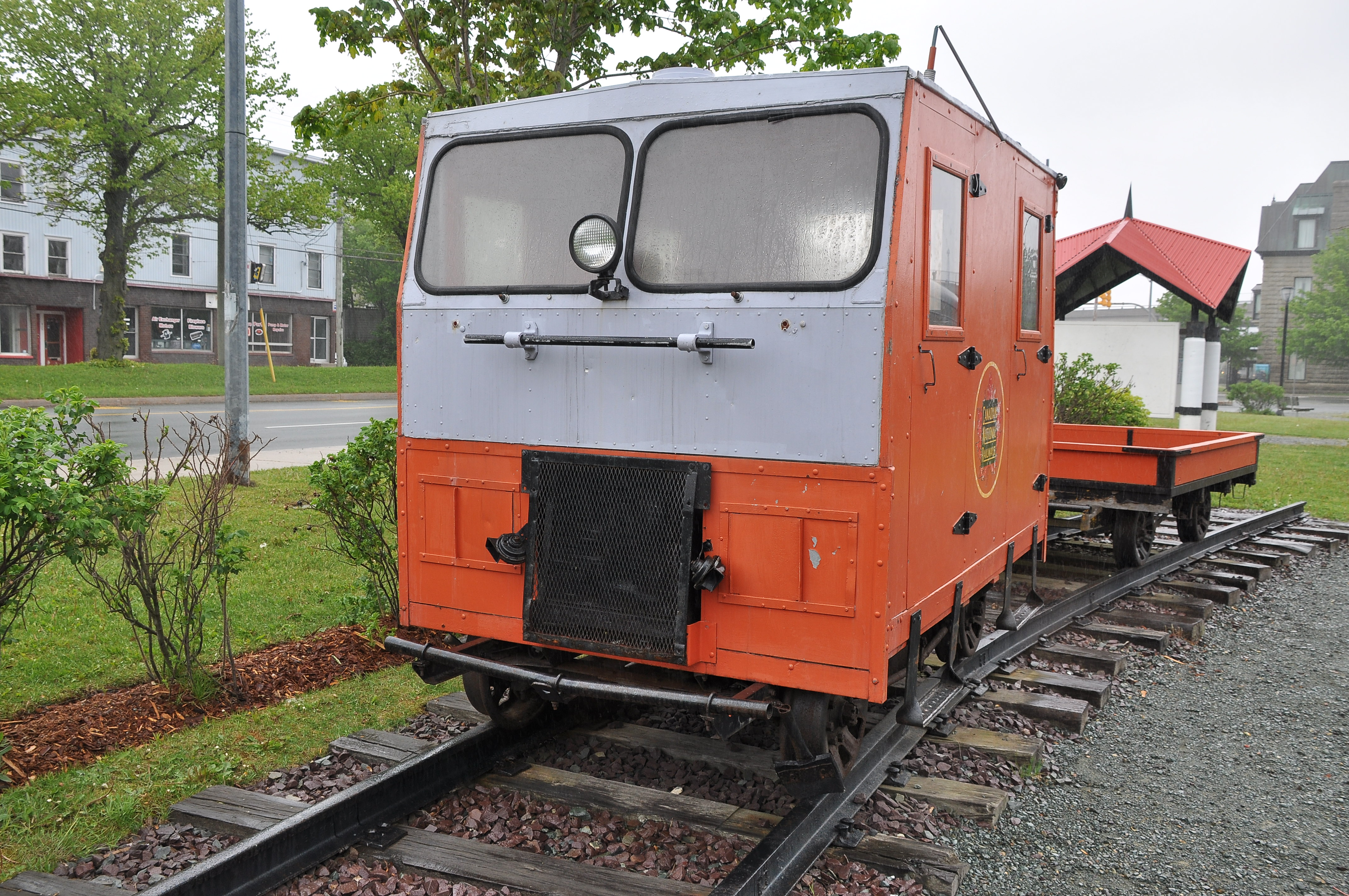
Freigelände mit Rottenkraftwagen (speeder) …
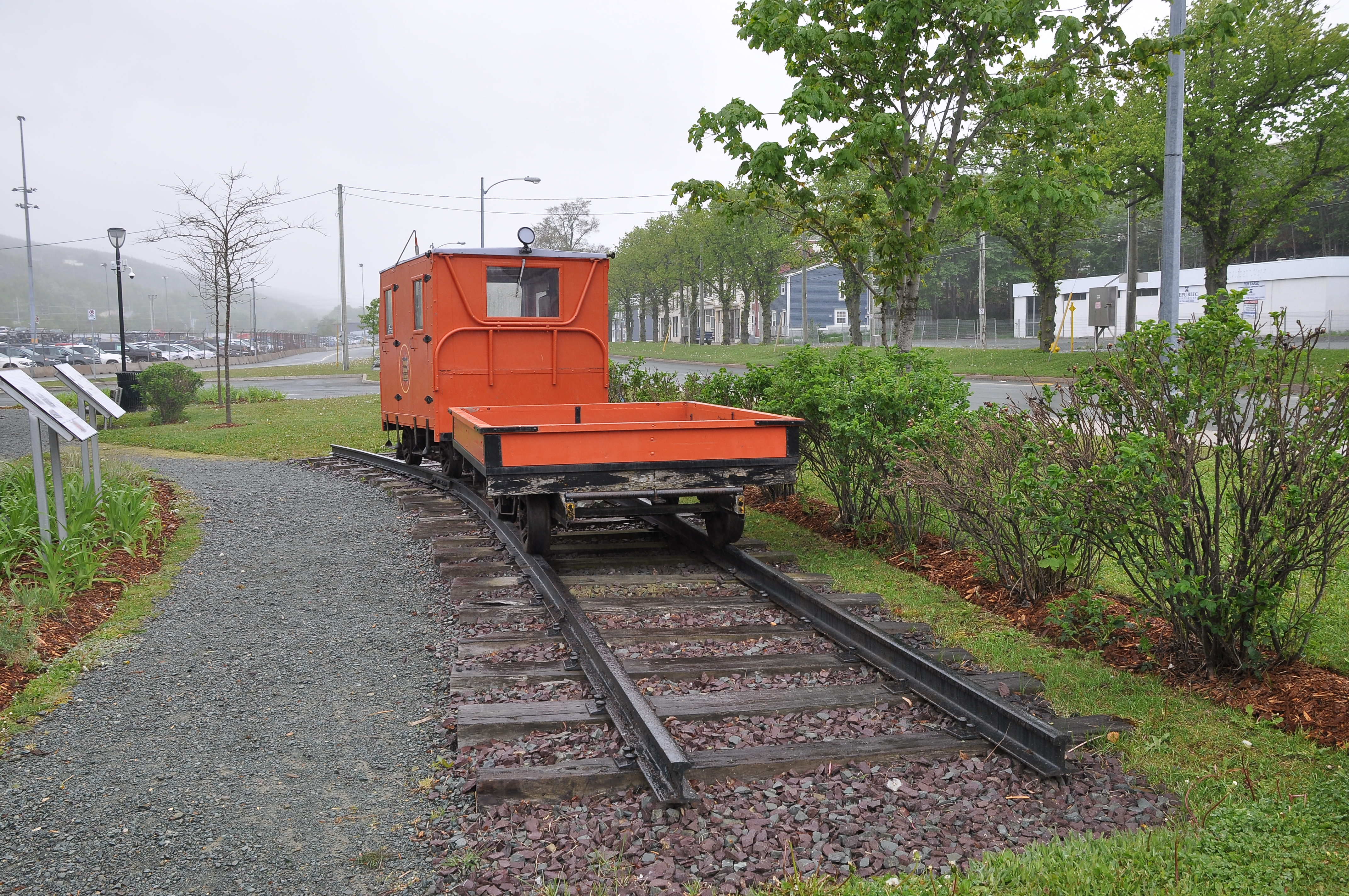
… und Rottenanhänger (trolley)
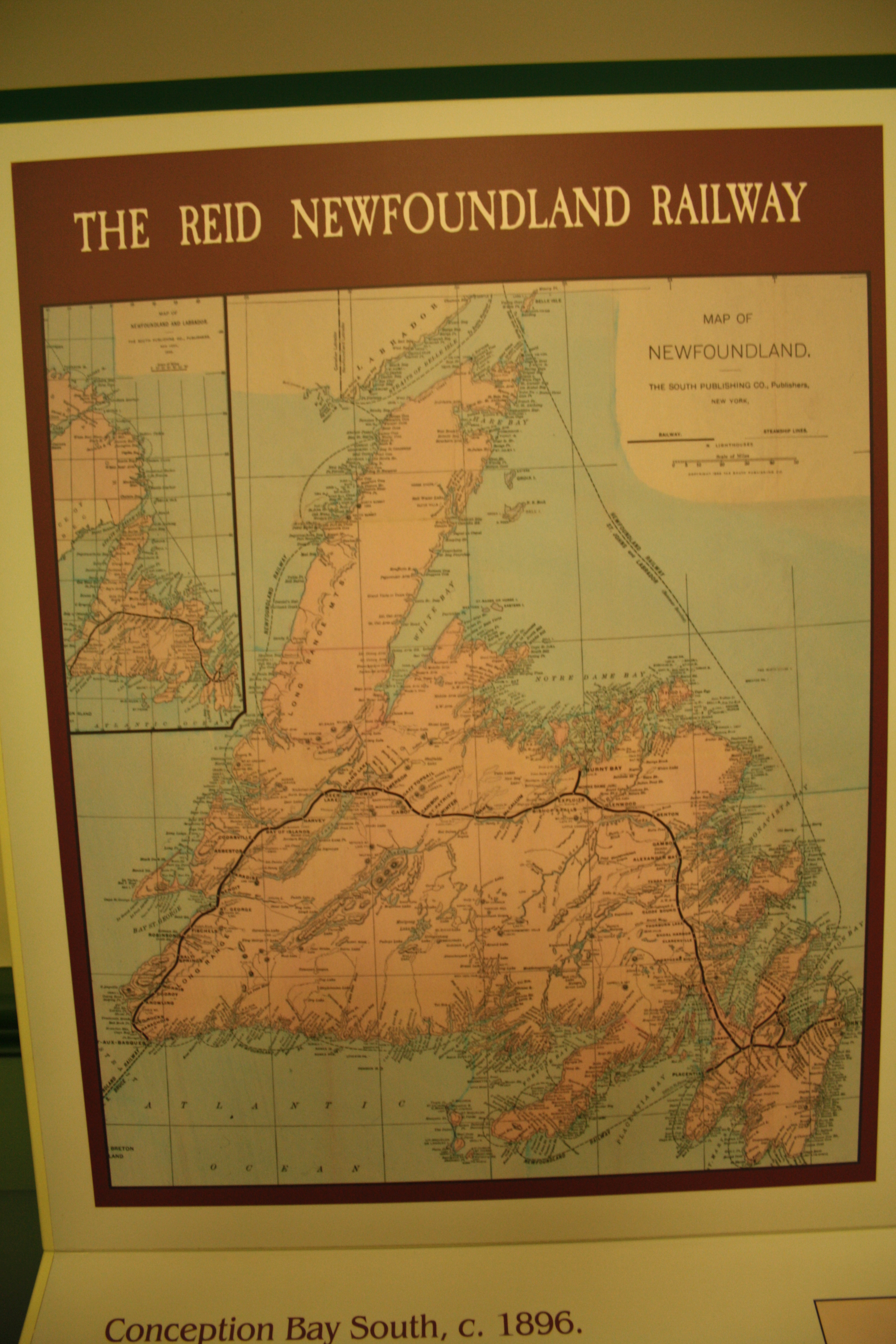
Karte des ehemaligen Eisenbahnnetzes auf Neufundland
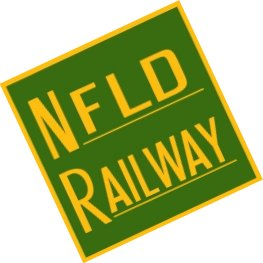
Logo der Newfoundland Railway
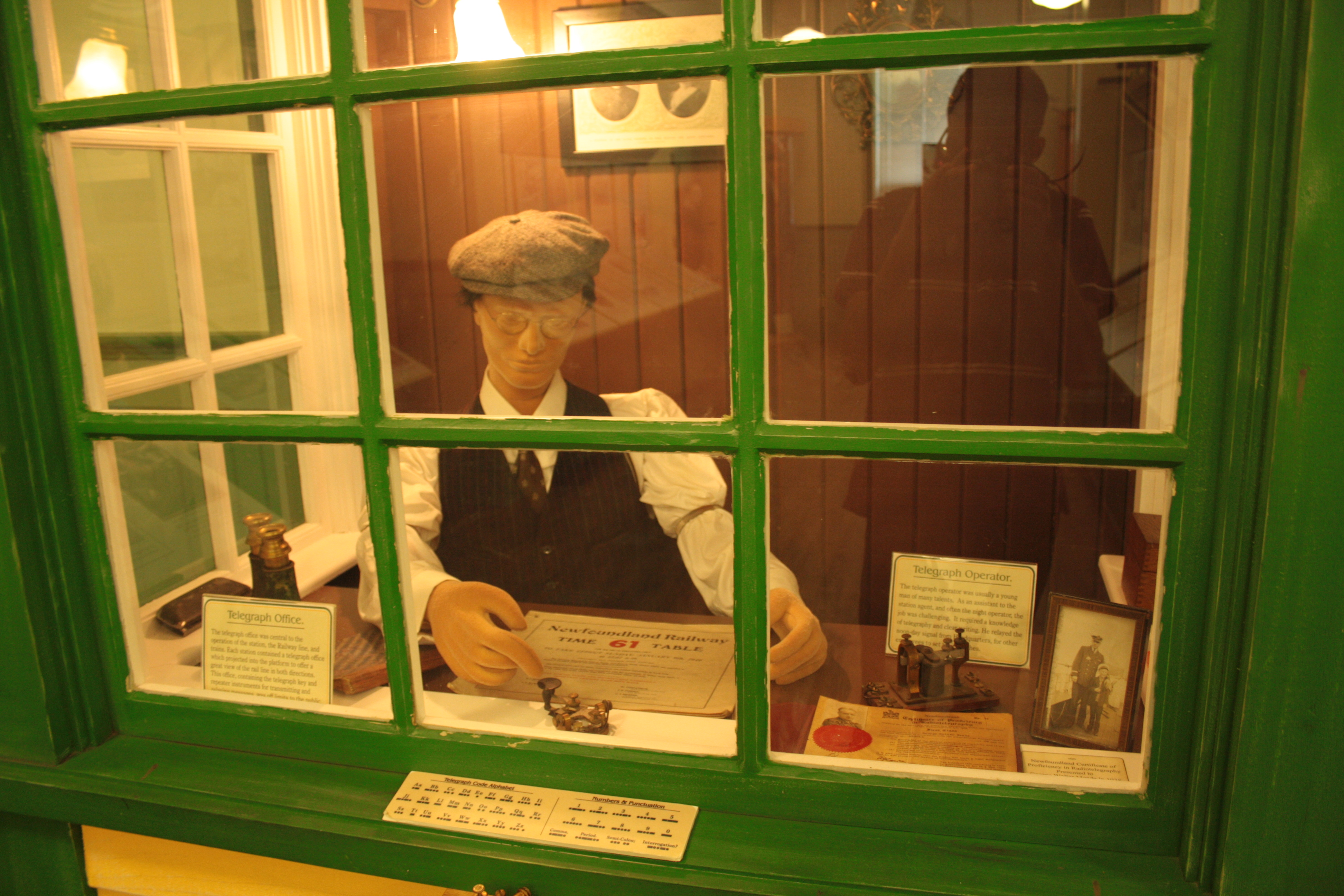
Nachgestellte Szene des Telegrafenbüros
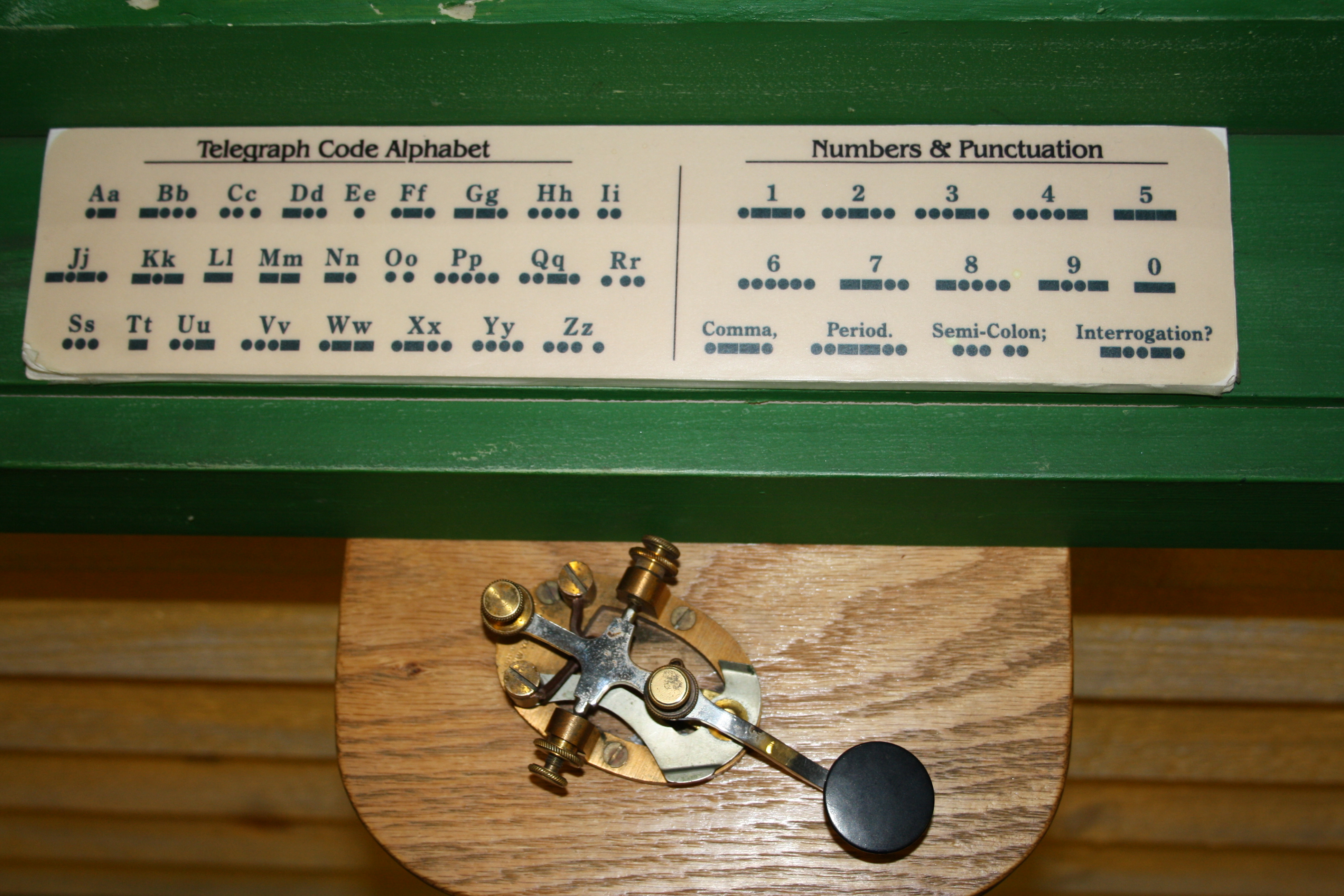
Amerikanischer Morsecode und Morsetaste

## Mile Zero

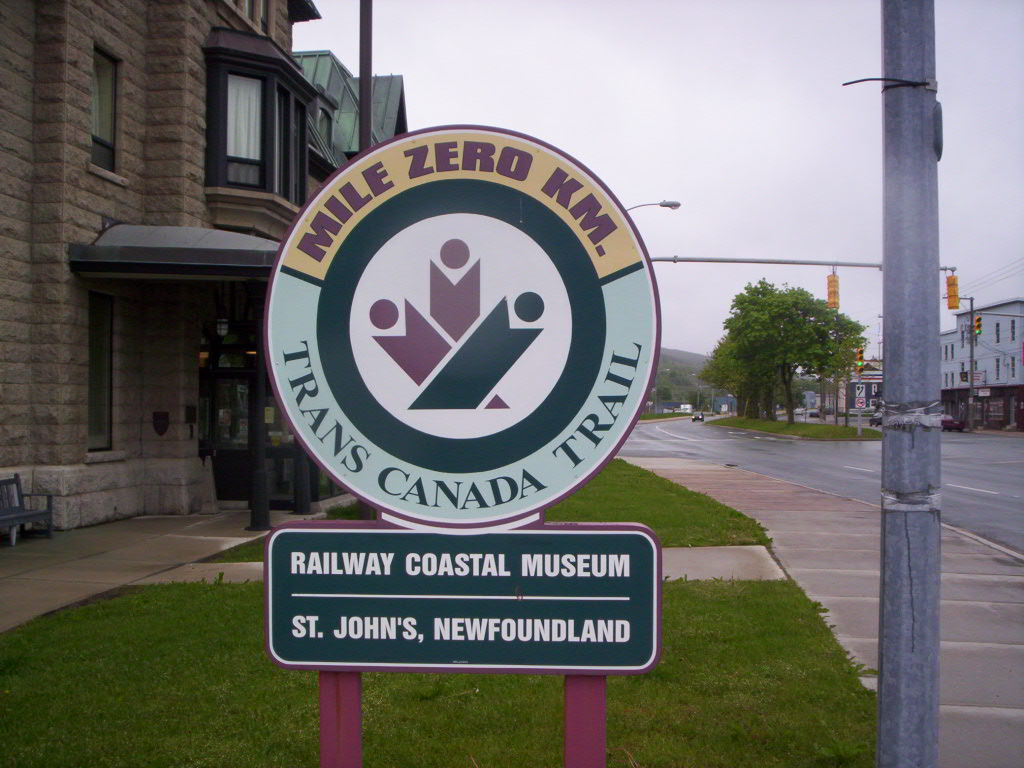
Hinweisschild zum Trans Canada Trail vor dem Museum: Mile Zero km

Das Museum liegt am Fernwanderweg Trans Canada Trail, der großteils auf den ehemaligen Strecken der Newfoundland Railway verläuft. Das Museum ist dabei als Mile Zero („Kilometer Null“) ausgewiesen. Vom Museum aus kann man weit nach Westen wandern bis Clover Point auf Vancouver Island. Alternativ kann man dem Weg südlich Richtung Cappahayden folgen oder sich nach Osten wenden. Dann erreicht man nach knapp 8 km (Luftlinie) Cape Spear und damit den östlichsten Punkt Nordamerikas.